# Hiéroglyphe égyptien C4
Le hiéroglyphe égyptien C4 (Khnoum assis) est classifié dans la section C « Divinités anthropomorphes » de la liste de Gardiner ; il y est noté C4.

## Représentation
Il représente le dieu Khnoum sous forme criocéphale (Ovis longipes palaeoaegyptiacus) assis. Il est translittéré Ḫnmw.

## Utilisation
| W9 | w | C4 |

| W9 | w | C4 |

| C5 |

| C5 |